# Adurthi Subba Rao
Adurthi Subba Rao (ఆదుర్తి సుబ్బా రావు, Rajahmundry, 16 de desembre de 1912 - Chennai, 1 d'octubre de 1975) va ser un director de cinema, cinematògraf, guionista, editor i productor indi conegut pels seus treballs principalment al cinema telugu, Bollywood i el cinema tamil. Rao és àmpliament considerat com el cap de la font intel·lectual de les pel·lícules de drama índies. Ha estat guardonat amb set National Film Awards. Rao va començar al cinema com a associat a Uday Shankar en la pel·lícula de dansa Kalpana de 1948, que va ser presentada als "Tresors de l'Arxiu Nacional de Cinema de l'Índia" al 39è Festival Internacional de Cinema de l'Índia.
La seva pel·lícula de 1960 Nammina Bantu va ser un treball de drama en sentit ampli aconseguit mitjançant actors que representaven la mimesi a través de la narració. La pel·lícula es va rodar simultàniament en tàmil i telegu com a Pattaliyin Vetri. Al estrenar-la, ambdues versions van rebre aclamacions crítiques. La versió en telegu es va projectar al Festival Internacional de Cinema de Sant Sebastià 1960. La pel·lícula també va guanyar el Premi Nacional de Cinema a la millor pel·lícula en telugu d'aquell any.
La pel·lícula Doctor Chakravarthy de 1964 ba ser adaptada per Rao basada en la novel·la Chakrabhramanam de Koduri Kousalya Devi. La pel·lícula va ser la primera pel·lícula que va guanyar el premi Nandi, instituït pel govern d'Andhra Pradesh el 1964. El seu èxit a taquilla va ser guardonat amb el Premi Nacional de Cinema de Llargmetratge en Telugu per aquell any. El següent treball de Rao va ser Mooga Manasulu basada en el concepte de reencarnació, la primera d'aquest tipus en el cinema indi en el gènere de semi-ficció que va ser més seriós pel que fa a fomentar una gamma més àmplia d'ànims al llarg de la narració. La pel·lícula es va refer a l'hindi com Milan (1967) dirigida pel mateix Rao, mentre que la versió en tàmil Praptham (1971) va ser una adaptació del treball de Rao. La versió en telugu va rebre el Premi Nacional de Cinema a Millor Llargmetratge de Telugu i el Filmfare Best Film Award (Telugu) el 1964 i va ser projectada al Festival Internacional de Cinema de Karlovy Vary.
El 1968 Rao va experimentar amb el drama dels tribunals i la ficció detectivesca en la seva obra Sudigundalu, que va rebre una menció especial als festivals de Taixkent i Moscou pel seu inherent narrativa "Film à clef". La pel·lícula fou guardonada amb el premi al millor film llargmetratge en telugu, el premi Nandi al millor llargmetratge i el premi Filmfare a la millor pel·lícula telugu per a aquest any i presentat al Festival Internacional de Cinema de l'Índia.

## Primers anys
Va néixer de Sathanna Panthulu i Rajalakshmamma el 16 de desembre de 1912. El seu pare era el Tehsildar de Rajahmundry. Adurthi Subba Rao va completar l'escolarització als 14 anys. Va fer els estudis preuniversitaris al Kakinada PR College. Després va fer un curs de fotografia de tres anys a St. Xavier's College, Mumbai.
Després va treballar al departament de processament i impressió del Bombay Film Lab. Després va treballar com a ajudant del l'editor Dina Narvekar. Va iniciar la seva carrera cinematogràfica com a cinematògraf, editor i guionista. El seu viatge a la direcció va començar com a ajudant de direcció a Bollywood, amb Uday Shankar per a la seva pel·lícula hindi Kalpana. També va treballar com a editor i ajudant de direcció de la pel·lícula. El seu debut com a editor va ser la pel·lícula tàmil Parijatapaharanam.

## Carrera
El 1957 Rao va adaptar la novel·la bengalí Nishkutri de Sharat Chandra Chatterjee', que va ser rodada simultàniament en telugu com a Thodi Kodallu, i en tàmil com a Engal Veettu Mahalakshmi (1957); ambdues pel·lícules van ser realitzades pel mateix director, i algunes de les escenes i artistes són les mateixes en ambdues versions. La pel·lícula va obtenir el Certificat de Mèrit al Millor Llargmetratge de Telugu. El 1959, Rao va dirigir el drama romàntic Mangalya Balam, adaptació a la pantalla telugu del treball bengalí Agni Pariksha; la versió telugu fou rodada simultàniament en tàmil com a Manjal Mahimai; ambdues versions es van convertir en èxits de taquilla. La pel·lícula va guanyar el Premi Nacional de Cinema a la millor pel·lícula en telugu, i el Premi Filmfare a la millor pel·lícula - telugu el 1960. El 1961, Rao va dirigir l'obra de K. S. Gopalakrishnan Kumudham, refeta en telugu com a Manchi Manasulu (1962). Kumudham fou estrenada el 29 de juliol de 1961 amb una longitud real final de 4.501 metres i va esdevenir un èxit comercial a taquilla. La pel·lícula va rebre un Certificat de Mèrit a la Millor Llargmetratge als 9è Premis Nacionals de Cinema. Rao va dirigir i escriure la pel·lícula biogràfica de Mahakavi Kshetrayya basada en la vida de Kshetrayya, amb estrena prevista el 1976. Rao va morir durant el rodatge, i el director C. S. Rao va completar la resta de la pel·lícula.

## Mentor de K. Viswanath i Krishna
S'ha publicat una biografia de Rao pel veterà actor Krishna, qui va fer el seu debut al cinema telugu sota la direcció de Subba Rao. El veterà director K. Viswanath ha treballat com a director associat de Subba Rao durant molts anys. La cambra de comerç de cinema telugu ha establert el premi Adurthi Subba Rao en honor seu.

## Premis

### National Film Awards
National Film Award per la millor pel·lícula en telugu
- Sudigundalu - 1967
- Doctor Chakravarthy - 1964
- Mooga Manasulu - 1963
- Nammina Bantu - 1960[6]
- Mangalya Balam - 1959[20]
- Thodi Kodallu (1957)[21]

National Film Award per la millor pel·lícula en tàmil
- Kumudham (1961)[22]

Premis Nandi
- 1964 - Premi Nandi a la millor pel·lícula - Doctor Chakravarthy
- 1967 - Premi Nandi a la millor pel·lícula - Sudigundalu
- 1976 - Premi Nandi a la millor pel·lícula - Mahakavi Kshetrayya

Filmfare Awards South
- Filmfare Award a la millor pel·lícula en telugu - Sudigundalu[13]

## Filmografia
| Any  | Pel·lícula               | Llengua | aper                         |
| ---- | ------------------------ | ------- | ---------------------------- |
| 1948 | Kalpana                  | Hindi   | Director ajudant             |
| 1954 | Balanandam               | Telugu  | Director ajudant             |
| 1954 | Amara Sandesham          | Telugu  | Director                     |
| 1957 | Todi Kodallu             | Telugu  | Editor, guionista i director |
| 1957 | Engal Veettu Mahalakshmi | Tàmil   | Editor, guionista i director |
| 1958 | Aada Pettanam            | Telugu  | Director                     |
| 1959 | Mangalya Balam           | Telugu  | Escriptor i Director         |
| 1959 | Manjal Mahimai           | Tàmil   | Escriptor i Director         |
| 1959 | Engal Kuladevi           | Tàmil   | Director                     |
| 1960 | Nammina Bantu            | Telugu  | Director                     |
| 1960 | Pattaliyin Vetri         | Tàmil   | Director                     |
| 1960 | Kumudham                 | Tàmil   | Director                     |
| 1961 | Iddaru Mitrulu           | Telugu  | Director                     |
| 1961 | Krishna Prema            | Telugu  | Director                     |
| 1962 | Manchi Manasulu          | Telugu  | Director                     |
| 1963 | Chaduvukunna Ammayilu    | Telugu  | Guionista i Director         |
| 1964 | Mooga Manasulu           | Telugu  | Director                     |
| 1964 | Dagudumootalu            | Telugu  | Director                     |
| 1964 | Doctor Chakravarty       | Telugu  | Director                     |
| 1961 | Velugu Needalu           | Telugu  | Director                     |
| 1965 | Sumangali                | Telugu  | Director                     |
| 1965 | Tene Manasulu            | Telugu  | Escriptor i director         |
| 1965 | Todu Needa               | Telugu  | Director                     |
| 1966 | Kanne manasulu           | Telugu  | Director                     |
| 1967 | Milan                    | Hindi   | Guionista i director         |
| 1967 | Poola Rangadu            | Telugu  | Director                     |
| 1967 | Sudigundalu              | Telugu  | Guionista i director         |
| 1968 | Man Ka Meet              | Hindi   | Director                     |
| 1969 | Doli                     | Hindi   | Guionista i director         |
| 1970 | Darpan                   | Hindi   | Productor i director         |
| 1970 | Maro Prapancham          | Telugu  | Director                     |
| 1970 | Mastana                  | Hindi   | Director                     |
| 1971 | Rakhwala                 | Hindi   | Director                     |
| 1972 | Jeet                     | Hindi   | Productor i Director         |
| 1972 | Vichitra Bandham         | Telugu  | Director                     |
| 1973 | Insaaf                   | Hindi   | Director                     |
| 1973 | Jwar Bhata               | Hindi   | Director                     |
| 1973 | Mayadari Malligaadu      | Telugu  | Productor i director         |
| 1974 | Bangaaru Kalalu          | Telugu  | Director                     |
| 1975 | Gajula Kishtaiah         | Telugu  | Productor i director         |
| 1975 | Gunavantudu              | Telugu  | Director                     |
| 1975 | Sunehra Sansar           | Hindi   | Director                     |
| 1976 | Mahakavi Kshetrayya      | Telugu  | Director                     |